# Los Angeles Clippers 1984-1985
La stagione 1984-85 dei Los Angeles Clippers fu la 15ª nella NBA per la franchigia.
I Los Angeles Clippers arrivarono quarti nella Pacific Division della Western Conference con un record di 31-51, non qualificandosi per i play-off.

## Roster
| N° | Naz.                   | Ruolo | Sportivo         | Anno | Alt. | Peso |
| -- | ---------------------- | ----- | ---------------- | ---- | ---- | ---- |
| 2  | Stati Uniti (bandiera) | GA    | Junior Bridgeman | 1953 | 196  | 95   |
| 4  | Stati Uniti (bandiera) | G     | Lancaster Gordon | 1962 | 191  | 84   |
| 8  | Stati Uniti (bandiera) | GA    | Marques Johnson  | 1956 | 201  | 99   |
| 10 | Stati Uniti (bandiera) | G     | Norm Nixon       | 1955 | 188  | 77   |
| 13 | Stati Uniti (bandiera) | G     | Bryan Warrick    | 1959 | 196  | 88   |
| 14 | Stati Uniti (bandiera) | G     | Franklin Edwards | 1959 | 185  | 77   |
| 18 | Stati Uniti (bandiera) | GA    | Derek Smith      | 1961 | 198  | 93   |
| 22 | Stati Uniti (bandiera) | A     | Rory White       | 1959 | 203  | 95   |
| 32 | Stati Uniti (bandiera) | AC    | Bill Walton      | 1952 | 211  | 95   |
| 38 | Stati Uniti (bandiera) | A     | Dale Wilkinson   | 1960 | 208  | 100  |
| 40 | Stati Uniti (bandiera) | C     | James Donaldson  | 1957 | 218  | 125  |
| 42 | Stati Uniti (bandiera) | AC    | Harvey Catchings | 1951 | 206  | 99   |
| 44 | Stati Uniti (bandiera) | AC    | Michael Cage     | 1962 | 206  | 102  |
| 46 | Stati Uniti (bandiera) | A     | Jay Murphy       | 1962 | 206  | 100  |

## Staff tecnico
- Allenatori: Jim Lynam (22-39) (fino al 6 marzo)[1], Don Chaney (9-12)
- Vice-allenatori: Don Chaney (fino al 6 marzo), Brad Greenberg
- Preparatore atletico: Mike Shimensky